# M-I

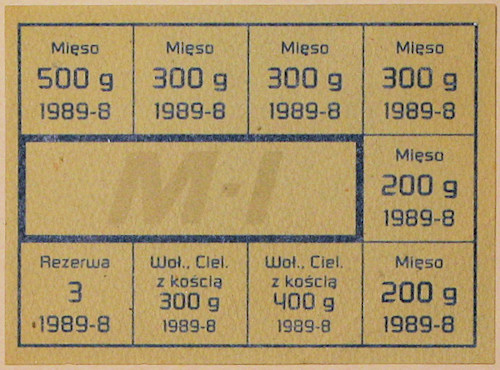
kartka M-I

M-I – rodzaj kartek (na towary reglamentowane) wydawanych w PRL. Przysługiwał nauczycielom, studentom, lekarzom i innym, którzy nie pracowali fizycznie, przez co ten rodzaj kartek nazywany był inteligenckimi. Obejmował on głównie mięso oraz przez pewien czas: masło, cukier, mąkę i produkty zbożowe. W latach 1983–1989 zezwalał na zakup: 700 g mięsa wołowego z kością i 1800 g mięsa innego i wędlin.